# Anna Amàlia de Prússia
Anna Amàlia de Prússia (en alemany, Anna Amalie von Preußen; Berlín, 9 de novembre de 1723 - ibidem, 30 de març de 1787), princesa de Prússia, va ser una notable compositora, mecenes i col·leccionista de partitures antigues.

## Biografia
Era filla del rei Frederic Guillem I de Prússia i de la reina consort Sofia Dorotea de Hannover, que era filla del rei Jordi I de la Gran Bretanya. Entre els seus germans es comptaven el famós rei prussià Frederic el Gran (1712-1786) i la reina de Suècia, Lluïsa Ulrika de Prússia.
Anna Amàlia de Prússia va tenir una infància desgraciada. Se sap que el seu pare, el rei, mostrava una gran crueltat envers els seus fills i filles. Als set anys, la nena va fer un intent fallit de fugida de casa seva, pel que sembla després d'una de les humiliacions del seu pare.
El 1744, va ser destinada a fer de coadjuntora de la llavors abadessa de Quedlinburg, Maria Isabel de Holstein-Gottorp, càrrec que li permetia continuar vivint a casa seva, a Berlín. En morir aquesta, el 1755, es va fer càrrec d'aquesta rica abadia protestant fortament castigada després de la guerra dels Set Anys.

## Activitat musical
Anna Amàlia de Prússia sentia una gran passió per la música, però fins a la mort del seu pare, que havia prohibit que els seus fills i filles toquessin instruments o s'interessessin per cap activitat artística, només li va ser possible instruir-se gràcies a l'ajuda clandestina de la reina, que va permetre que tingués accés a lliçons de flauta. A partir de 1740, doncs, després de la mort del rei, va començar a instruir-se en la interpretació del clau, el llaüt, l'orgue, el violí i la composició.
Anna Amàlia de Prússia va poder a la fi assistir a representacions d'òpera italiana i va estudiar amb l'organista Gottlieb Hayne. El 1758 començà els estudis seriosos de composició, i rebé classes de teoria musical i d'harmonia, així com la tècnica del contrapunt, del nou Kapellmeister, Johann Kirnberger, un dels més destacats deixebles de Johann Sebastian Bach.

La seva activitat com a col·leccionista de partitures antigues la va portar a aplegar i conservar en una enorme col·lecció composicions de Johann Sebastian Bach, Giovanni Pierluigi da Palestrina, Georg Friedrich Handel, Georg Philipp Telemann o Carl Philipp Emanuel Bach, que constitueix un llegat de gran valor i va permetre preservar una bona quantitat d'obres del patrimoni musical antic per a la posteritat. En l'actualitat, el que queda d'aquesta col·lecció es troba a la Biblioteca Estatal de Berlín.

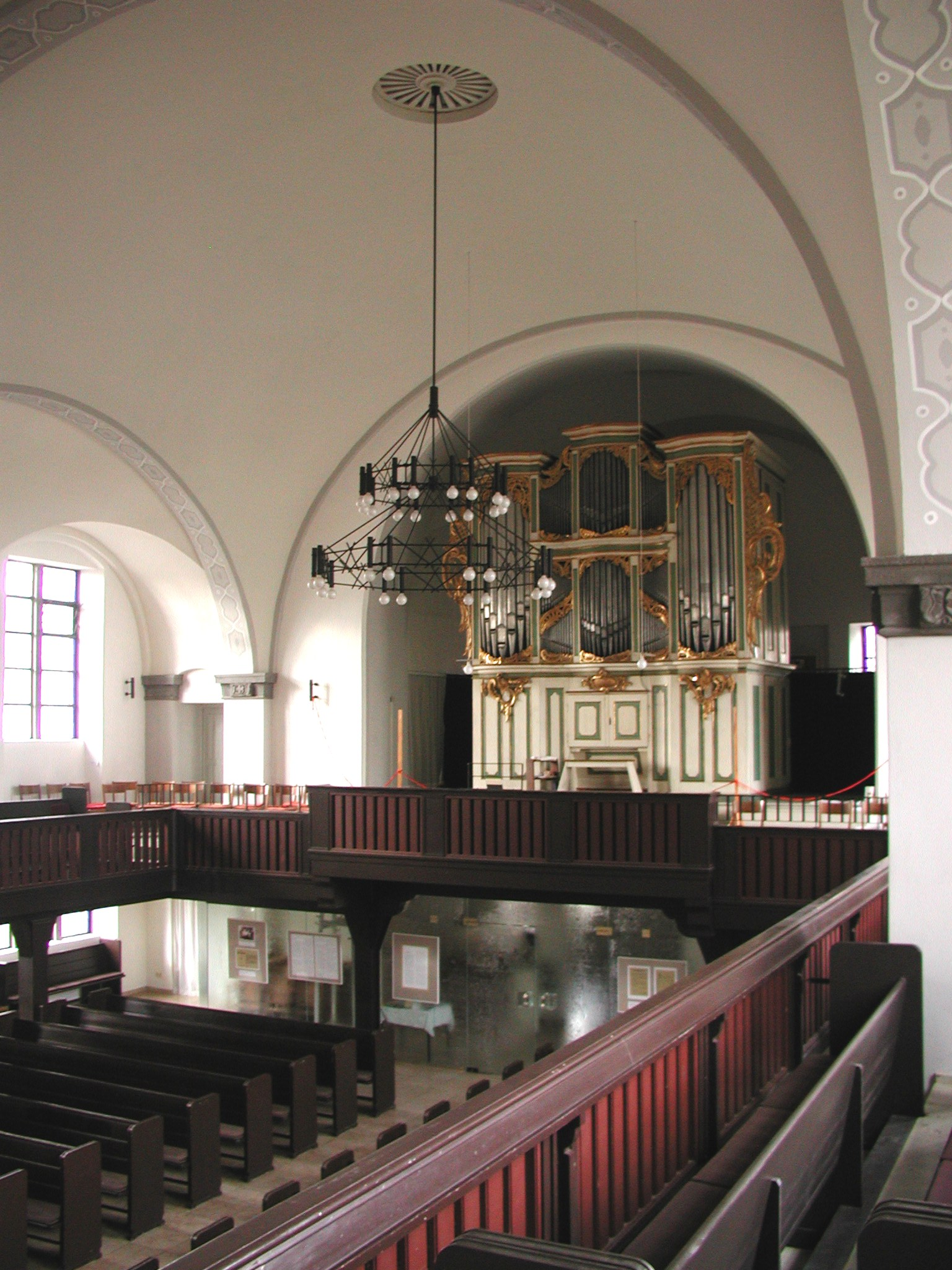
L'Orgue Amàlia a l'església de la Bona Nova de Berlín

El seu sentit autocrític li va fer destruir gran part de l'obra que va compondre al llarg de la vida i en queden poques peces: marxes, obres religioses i sonates que mostren la seva qualitat com a compositora. Entre aquestes destaca la Sonata per a flauta i baix continu en Fa M (1771), que mostra un estil galant allunyat del contrapunt més tradicional dels seus cors.
Anna Amàlia de Prússia s'associa específicament a un orgue barroc que s'ha conservat en gran part fins als nostres dies; l'anomenat orgue Amalien es troba ara a l'Església de la Bona Nova (Zur frohen Botschaft), a Berlín-Karlshorst. El 1776 va fer construir un segon orgue per al palau de Vernezobre, que no s'ha conservat.
Carl Philipp Emanuel Bach, a la seva autobiografia, esmenta Anna Amàlia de Prússia com la seva mecenes reial, al costat de Frederic el Gran, i va escriure sonates per a orgue que li dedicà.

## Relació amb Frédéric de Trenck
El 1744 va començar en secret una relació amorosa amb el baró Frédéric de Trenck, un home les aventures del qual van inspirar grans escriptors de l'època, com Voltaire i Victor Hugo. En assabentar-se'n, el seu germà Frederic la va obligar a trencar la relació, fent empresonar de Treck a la fortalesa de Glatz. De Trenck va ser allí des d'octubre de 1745 fins a escapar-se'n el juny de 1746. Al març de 1754, aquest personatge va ser empresonat de nou, a Dantzig, sent alliberat el 1763 gràcies a la mediació de l'emperadriu María Teresa d'Àustria. Posteriorment passaria a París, on redactaria les seves memòries i finalment moriria guillotinat el 24 de juliol de 1794, acusat de ser un espia al servei de Prússia.

## Obres
- 1767: Marsch für das Regiment Graf Lottum (Biblioteca Estatal de Berlín, Mus.ms.autogr Amalie 2)[9]
- 1767: Marsch für das Regiment v. Bülow (Staatsbibliothek Berlin, Mus.ms.autogr Amalie 2)[9]
- 1768: Marsch für das Regiment v. Saldern[9]
- 1777: Marsch für das Regiment v. Möllendorf[9]
- 1771: Sonata per a flauta i baix continu en Fa M
- Sonate B-Dur für Altblockflöte und Basso Continu
- 1776: Fuga per a violí i viola (Fuge für Violine und Viola)
- Trio für zwei Violinen und Bass (Violoncello und Kontrabass) mit Cembalo (Klavier)
- Mache dich selbst nicht traurig (Skizze) in B-Dur für Sopran und Bass
- 1777: Ich hab mein Sach Gott heimgestellt, Choral in g-Moll
- 1777: Dir folgen meine Thränen, Lied G-Dur
- 1778: Zion klagt mit Angst und Schmerzen, dreistimmiger Choral
- 1779: Kanon in C-Dur, Fünfstimmiger Kanon[10]